# Патуйе, Жюль
Жюль Филипп Эжен Патуйе (в старых русских источниках Патуйлье, фр. Jules Philippe Eugène Patouillet; 1 мая 1862, Монтели — 28 октября 1942, Вольне) — французский литературовед, исследователь русской литературы.
Окончил Дижонский университет (1890), специализировался на классической филологии и французской литературе XVII века. Затем изучал русский язык и литературу в парижской Школе восточных языков у основателя русской кафедры в этом учебном заведении Поля Буайе, окончив курс в 1902 г. Преподавал в престижном Лицее Мишле. В 1913—1919 гг. руководил Французским институтом в России — сперва в Санкт-Петербурге, а с 1918 г. в Москве, затем в течение года Французским институтом в Праге. В дальнейшем вернулся к педагогической работе и в 1921—1932 гг. был профессором Лионского университета.
Изучал, прежде всего, русскую драматургию, особенно творчество А. Н. Островского. В 1912 году одновременно выпустил два фундаментальных труда: «Русский театр нравов с его зарождения до Островского, 1672—1850» (фр. Le théâtre de mœurs russe des origines à Ostrowski, 1672—1850) — по оценке П. Н. Беркова, «тщательное обозрение постепенного развития реально-бытовой русской драматургии, богато документированное библиографическими материалами», — и «Островский и его театр русских нравов» (фр. Ostrowski et son théâtre de mœurs russes, защищена в качестве докторской диссертации). При работе над книгой об Островском совершил ряд поездок по России, пользовался личным архивом писателя. В дореволюционной России труд Патуйе был встречен восторженно: так, П. О. Морозов замечал, что, с учётом отсутствия в российском литературоведении основательных монографических работ об Островском, «мы можем только благодарить судьбу за то, что она послала Островскому, в лице г. Патуйлье, в высшей степени добросовестного, вдумчивого и благожелательного ценителя». Советская критика придерживалась другого мнения, отмечая, что работы Патуйе «дают обширный и подробный исторический и справочный материал», однако «методологическая ценность этих работ, написанных в духе буржуазного историзма, незначительна». Книга Патуйе об Островском была дважды переведена на русский язык (Г. Т. Синюхаевым и М. А. Скворцовым), но оба перевода так и не были изданы.
В 1924 году опубликовал в Берлине книгу «Мольер в России» (под именем Юлий Патуйе, перевод на русский язык К. Памфиловой под редакцией Г. Л. Лозинского) — Н. А. Жирмунская отмечает её среди основных источников книги М. А. Булгакова «Жизнь господина де Мольера». Затем выступил как переводчик на французский язык трёхтомного «Свода законов Советской России» (фр. Les codes de la Russie Soviétique; 1925—1929, совместно с Р. Дюфуром). Среди других работ Патуйе — предисловие к книге П. Шапле «Семья в Советской России» (фр. La famille en Russie soviétique; 1929).
Кавалер (1914), офицер (1937) Ордена Почётного легиона.